# Sounds Like a Melody
«Sounds Like a Melody» es una canción del grupo alemán Alphaville que fue lanzado como segundo sencillo de su disco debut Forever Young, en 1984. Supuso un gran éxito en Europa continental y Sudáfrica, encabezando las listas de éxitos en países como Italia o Suecia, y obteniendo el certificado de Sencillo de Oro en Alemania.
Originalmente, Alphaville había planeado lanzar la canción Forever Young como su segundo sencillo, para seguir el éxito procurado por Big in Japan. Sin embargo, los ejecutivos del estudio de grabación solicitaron al grupo que lanzaran una canción adicional entre los dos sencillos, dando como resultado Sounds Like a Melody, que fue escrita y arreglada en solo dos días. De la experiencia, el cantante Marian Gold dijo que escribir música exclusivamente por el éxito comercial parecía la venta de nuestras creencias virtuales. Por otro lado, esto no fue así".

## Posición en listas
| Listas (1984)                               | Posición más alta |
| ------------------------------------------- | ----------------- |
| Alemania Federal (GfK Entertainment Charts) | 3                 |
| Austria (Ö3 Austria Top 40)                 | 3                 |
| Bélgica (Ultratop 50 Singles)               | 10                |
| España (Promusicae)                         | 5                 |
| Francia (SNEP)                              | 10                |
| Italia (FIMI)                               | 1                 |
| Noruega (VG-lista)                          | 5                 |
| Países Bajos (Dutch Top 40)                 | 6                 |
| Países Bajos (Single Top 100)               | 8                 |
| Sudáfrica (Springbok Radio)                 | 2                 |
| Suecia (Sverigetopplistan)                  | 1                 |
| Suiza (Schweizer Hitparade)                 | 4                 |